# 苏瑾 (明朝宦官)
苏瑾（1478年—1532年），号玄清，云南腾冲人，明朝正德时期的司设监太监。

## 生平
成化十四年（1478年），出生。
成化二十一年（1485年），选入宫廷。
弘治七年（1494年），侍奉兴献王朱祐杬。
嘉靖元年（1522年），擢升司设监太监，署理惜薪司事务。
嘉靖年间，加赐蟒衣、玉带，岁给禄米有差。
嘉靖十一年（1532年），去世，享年55岁，葬于宣武关外白云观之后原。